# Michael Wagmüller

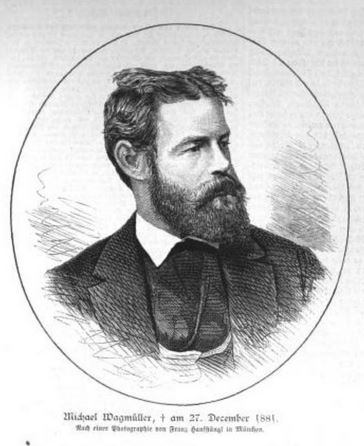
Michael Wagmüller

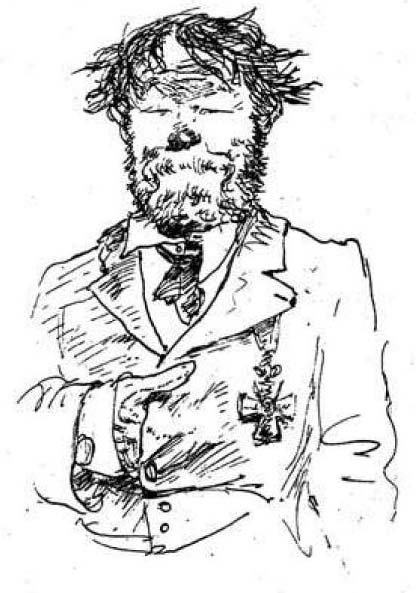
Michael Wagmüller 1878, Karikatur von Friedrich August von Kaulbach

Michael Wagmüller (* 14. April 1839 in Regensburg; † 26. Dezember 1881 in München) war ein deutscher Bildhauer.

## Leben
Michael Wagmüller besuchte die Gewerbeschule in München, lernte ein Jahr lang die Anfangsgründe der Kunst bei dem Bildhauer Anselm Sickinger (1807–1873) und trat 1854 als Schüler von Professor Max von Widnmann in die Akademie ein. 1860 begann er selbständig zu arbeiten, hatte aber anfangs nur geringen Erfolg und wechselte aus Mangel an Beschäftigung in der Plastik eine Zeitlang zur Porträtmalerei, bis er den Auftrag für zwei Büsten und zwei allegorische Frauengestalten für ein Münchener Schulgebäude erhielt. Von 1868 bis 1873 reiste er regelmäßig nach London, wo er insgesamt ein gutes Dutzend Porträtbüsten englischer Adeliger fertigte. Er stellte seine Modelle regelmäßig in München aus und fiel dabei dem kunstsinnigen König Ludwig II. auf, der ihn mit einem Bronze-Standbild Ludwig XIV. von Frankreich, dem Sonnenkönig, beauftragte. 1869 wurde er für seine vorgestellten Arbeiten im Münchner Glaspalast zusammen mit Reinhold Begas und Jean-Baptiste Carpeaux mit einer Ehrenmedaille in Gold ausgezeichnet, 1872 zusammen mit Friedrich Drake, Reinhold Begas und Caspar Zumbusch zum Ehrenmitglied der Akademie der bildenden Künste und zum Professor ernannt. 1873 gehörte Wagmüller zu den Gründungsmitgliedern des Münchner Künstlervereins Allotria, dessen Vorsitzender er zwischen 1874 und 1879 war. 1876 stellte er auf der Pariser Weltausstellung das Grabmal für seine beiden im Säuglingsalter verstorbenen Töchter vor, das vielgelobt wurde und das später sein eigenes werden sollte.
Die letzten Jahre waren fast ausschließlich mit Arbeiten für König Ludwigs II. Schlösser Linderhof und Herrenchiemsee ausgefüllt. Das Sitzbild Justus von Liebigs, bestimmt für den Maximiliansplatz in München, wurde noch von ihm begonnen, aber nach seinem Tod von seinem Schüler Wilhelm von Rümann vollendet.

## Werke (Auswahl)

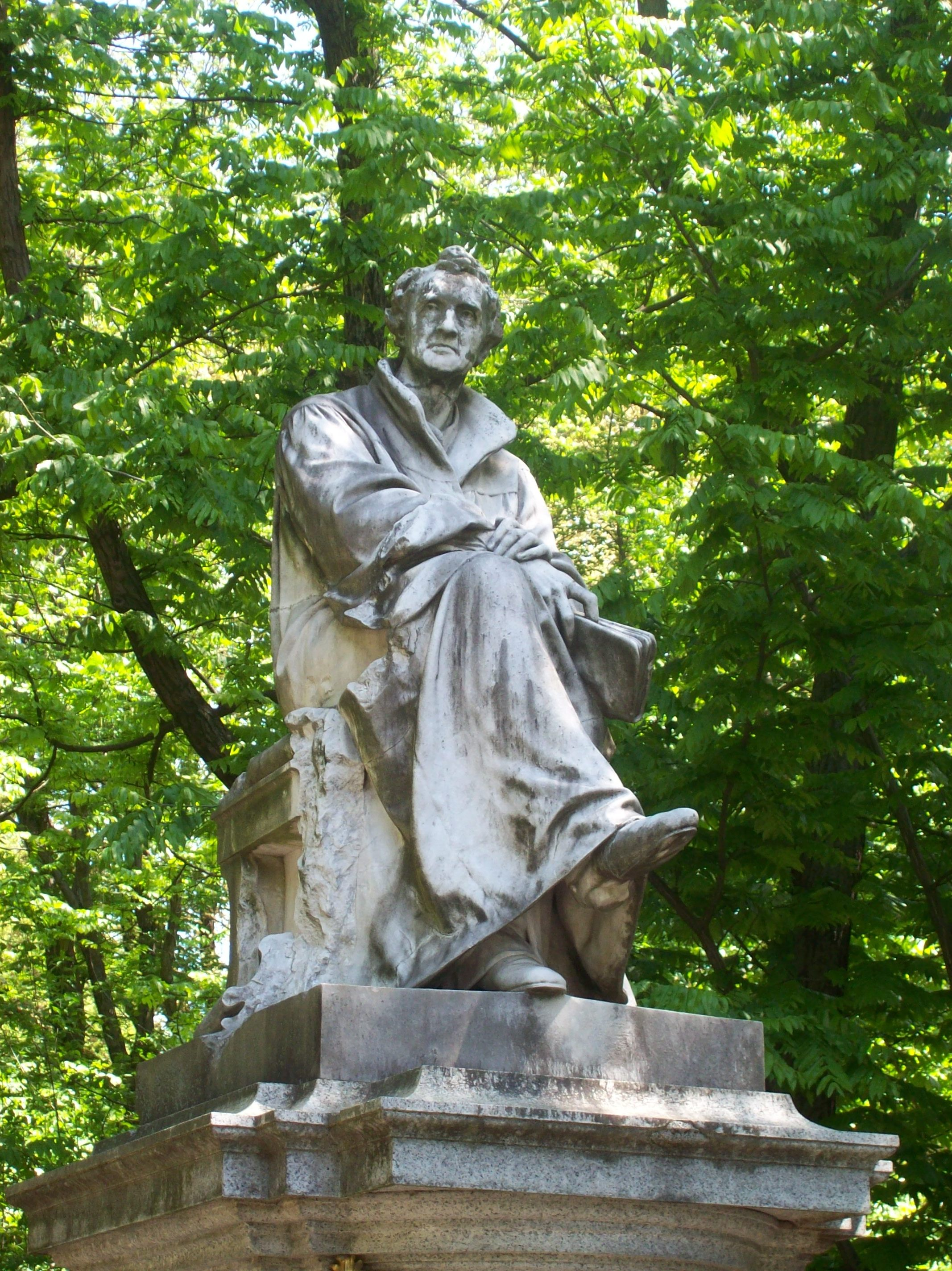
Eines der letzten Werke Wagmüllers, das Liebig-Denkmal in München. Nach Wagmüllers Tod von seinem Schüler Wilhelm von Rümann 1883 vollendet

- 1861: Giebelgruppe „Pfalz“, München, Völkerkundemuseum (ehem. Nationalmuseum)
- 1862: Fassadenfigur „Kurfürst Friedrich der Siegreiche“, München, Völkerkundemuseum (ehem. Nationalmuseum)
- 1863: Medaillon mit Büste Sebastian Habenschaden, Grabmal auf dem Alten Südlichen Friedhof in München
- 1866 ein Mädchen, das vor einer Eidechse erschrickt
- 1866 ein Mädchen nach einem Schmetterling haschend
- 1866: Drei Rundreliefs mit den Kardinaltugenden, München, Theatinerkirche, Grabmal König Max. II.
- 1867: Büste Ignaz Perner, für dessen Grabmal auf dem Alten Südlichen Friedhof in München
- 1867: Büste Hofrat und Spitalarzt Dr. Jakob Braun, Grabmal auf dem Alten Südlichen Friedhof in München
- 1869: Standbild Karitas, für das Krankenhaus rechts der Isar, verwittert vorhanden
- 1872 ein seinerzeit viel besprochener Entwurf zum Niederwalddenkmal, welchem es nicht an Phantasie und Schwung, aber an dem der Würde des Gegenstands angemessenen Charakter fehlte.
- 1872 ein Modell eines ihr kleines Brüderchen huckepacktragenden Mädchens, das er unter anderem auf der Wiener Weltausstellung zeigte
- 1872: Büste Paul Heyse
- 1873: Büste Justus von Liebig, Grabmal auf dem Alten Südlichen Friedhof in München
- 1874: Brunnengruppe „Amor mit Delphinen“, Schloss Linderhof
- 1874: Brunnengruppe „Amor mit Tauben“
- 1875: Büste Marie-Antoinette, Linderhof
- 1875: Drei große Garten-Vasen, Linderhof
- 1875: Figuren der Flora-Fontaine, Linderhof, Zinkguss durch Ferdinand von Miller
- 1876: Najadenbrunnen, Linderhof, Zinkguss durch Ferdinand von Miller
- 1877: Büste Bürgermeister Kaspar Ritter von Steinsdorf für dessen Grabmal auf dem Alten Südlichen Friedhof in München (Grabmal verloren)
- 1877: Büste Franz Lachner, München, Grabmal auf dem Alten Südlichen Friedhof in München
- 1877: Büste Königin Olga von Württemberg
- 1877, 1878: Neptungruppe, Linderhof, Zinkguß durch Ferdinand v. Miller
- 1877: Apoll im Sonnenwagen, Linderhof
- 1878: Büste Franz Hanfstaengl
- 1878: Grabmal Wagmüller, München Alter Nordfriedhof (mittlerweile gesichert), für die er bei der Weltausstellung Paris 1878 mit dem Orden der französischen Ehrenlegion ausgezeichnet wurde.
- 1879/80: Christian-Heinrich-Siebold-Denkmal im Park Schönbusch[1]
- 1879: 14 allegorische Fassadenfiguren, Herrenchiemsee
- 1879: Amor und Psyche (Kopie nach Antonio Canova), Herrenchiemsee,
- 1879: Büste D. Sänger
- 1881: Ludwigsbrunnen Ingolstadt, Paradeplatz

## Arbeiten für Schloss Linderhof

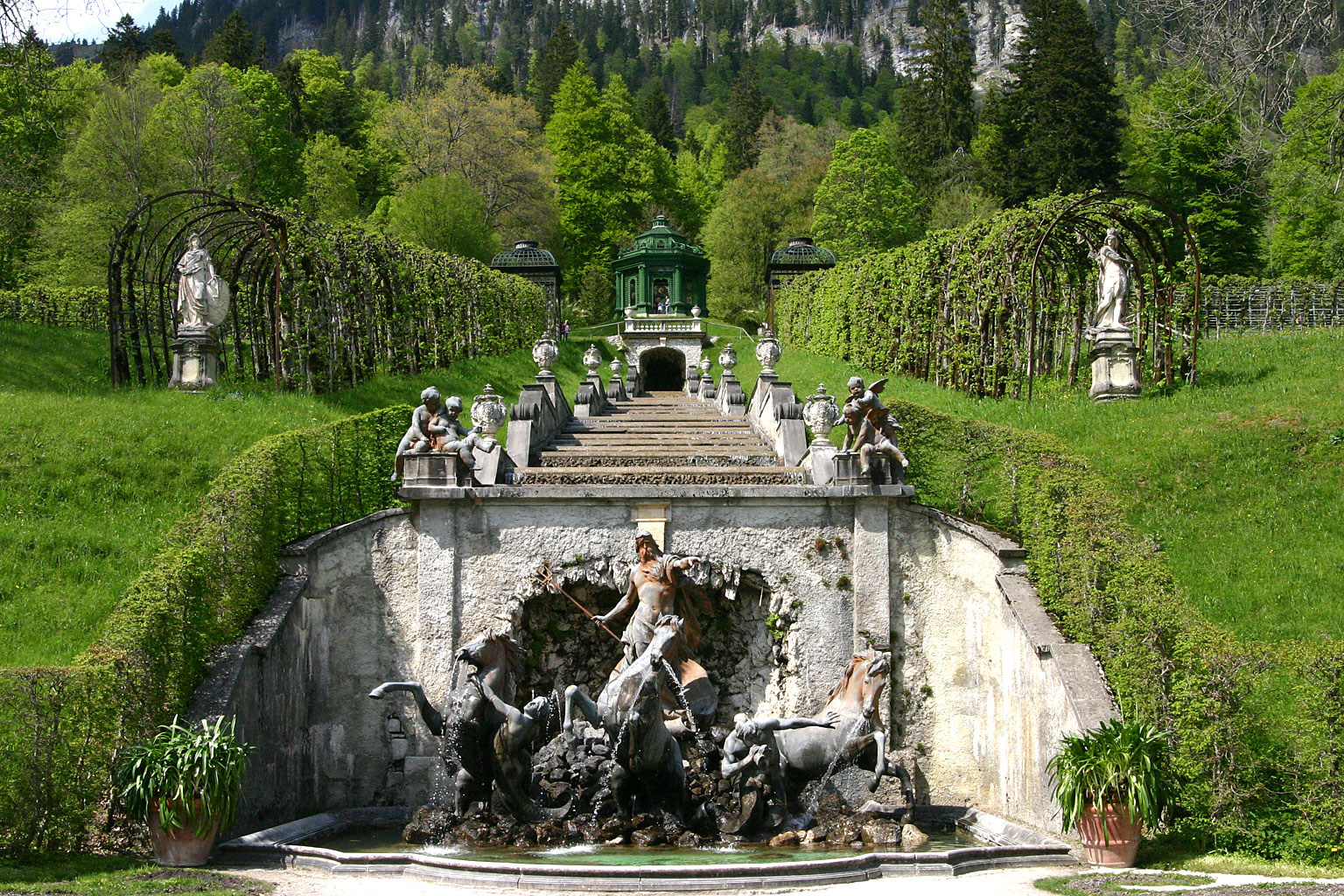
Neptunbrunnen mit Kaskade im Schloss Linderhof
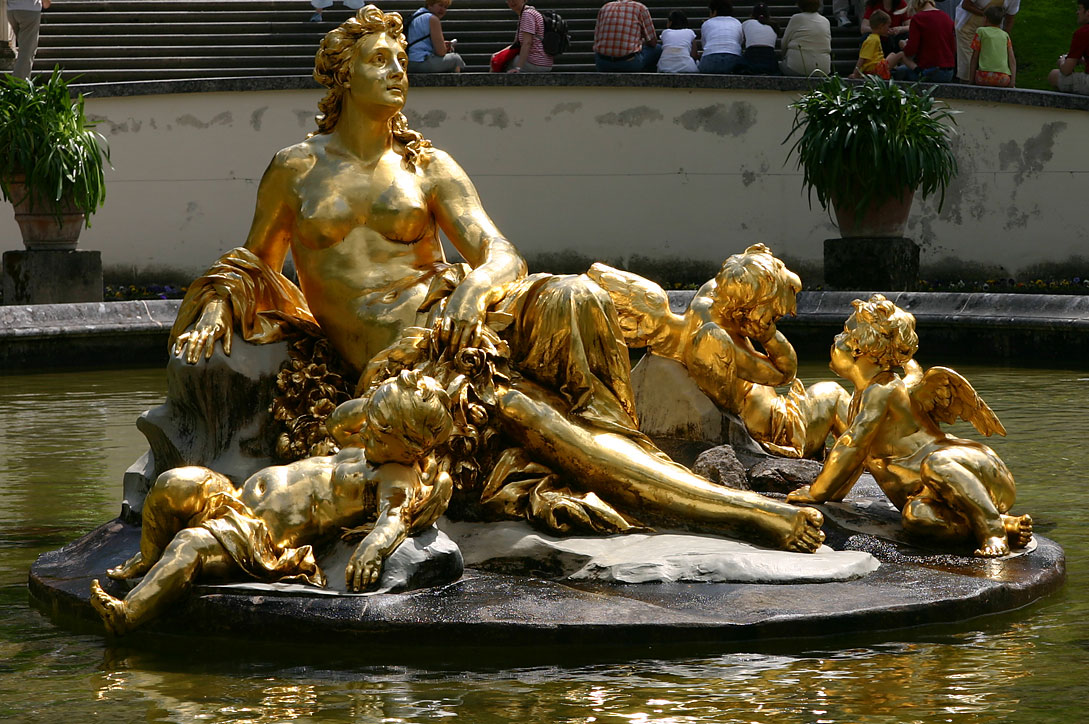
Florabrunnen in Schloss Linderhof

## Arbeiten auf dem Alten Südlichen Friedhof in München

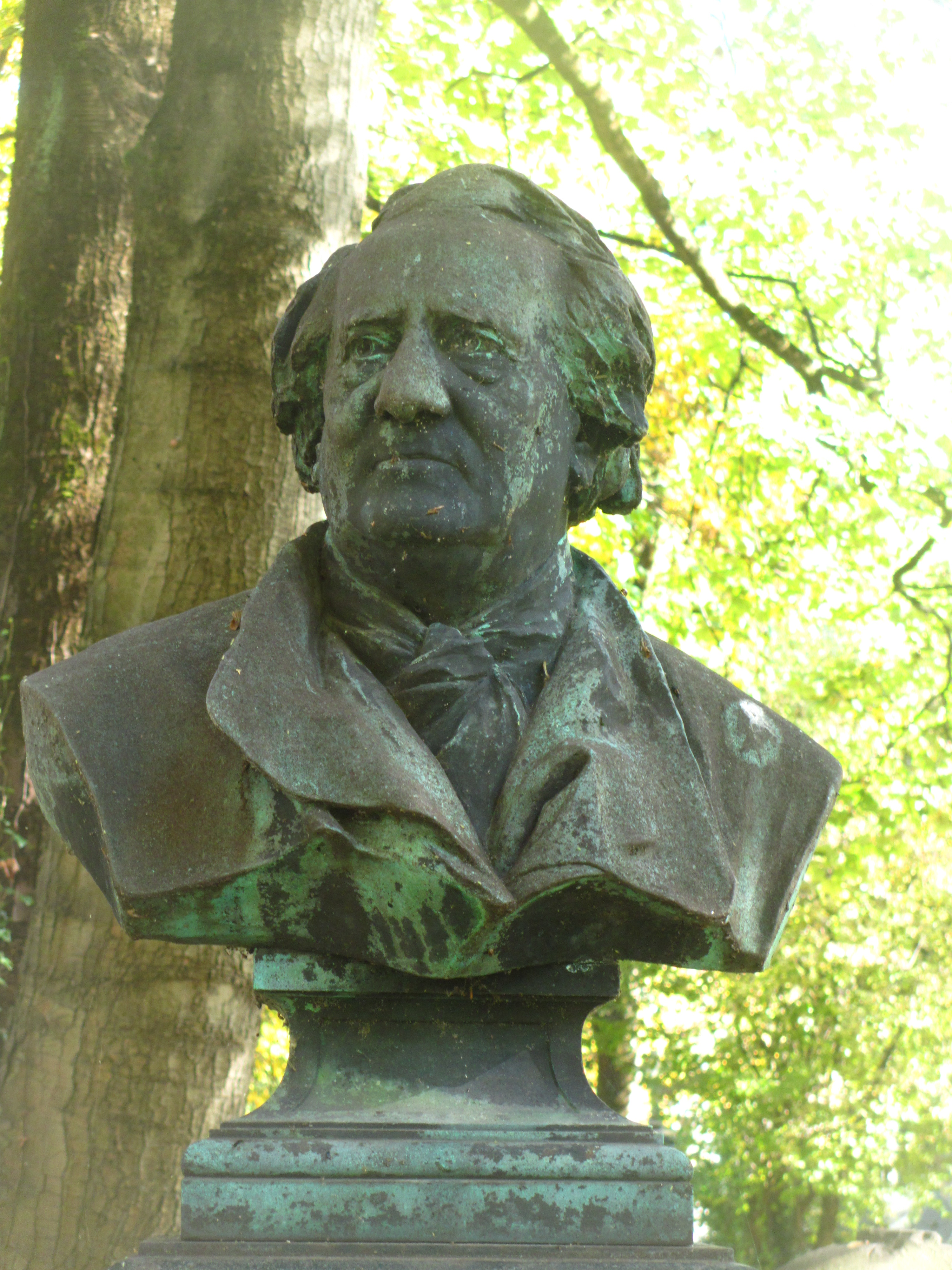
Bronzebüste auf dem Grabmal Franz Lachners, 1877
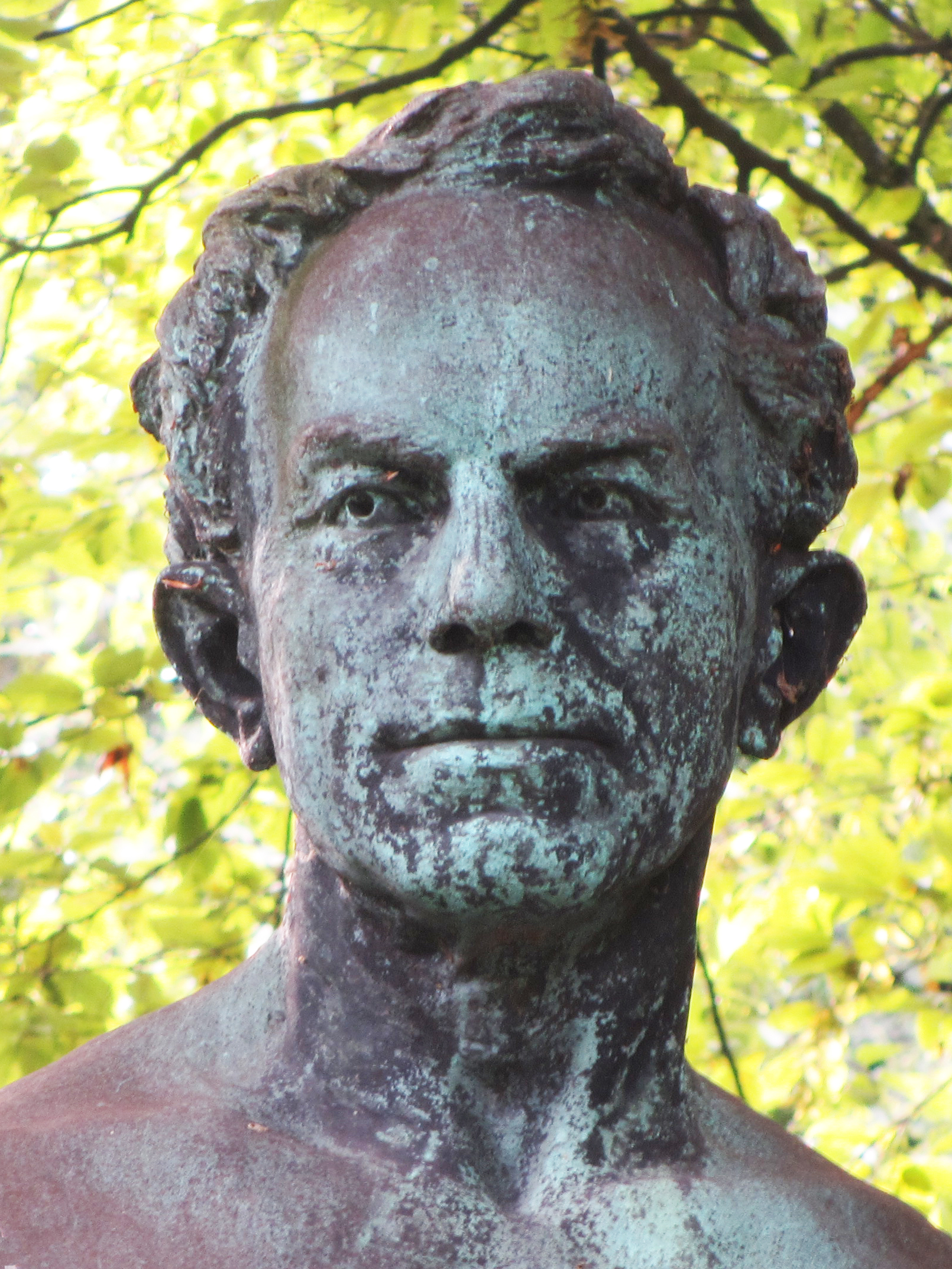
Bronzebüste für den Grabmal von Ignaz Perner, 1867
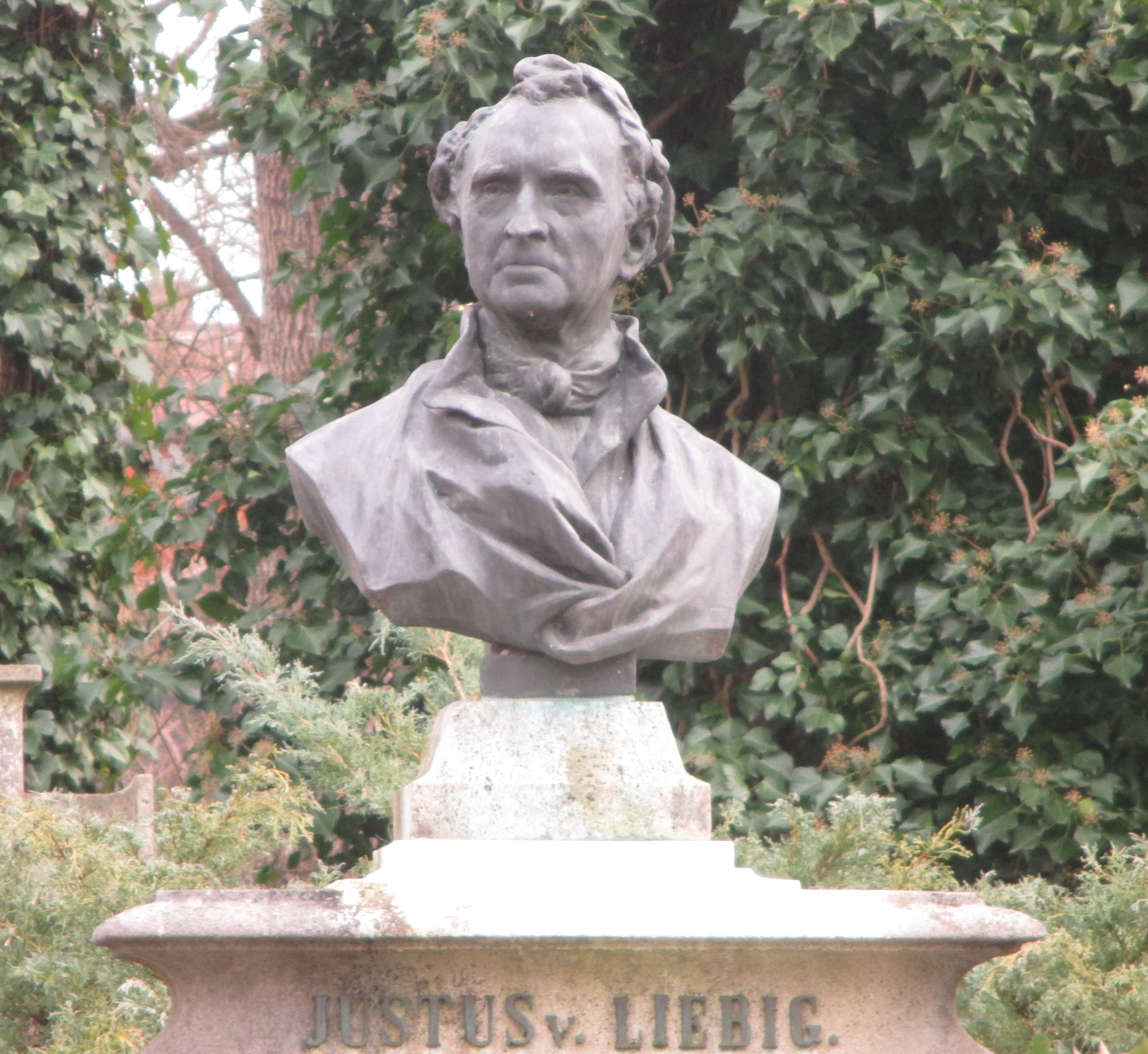
Bronzebüste auf dem Grab von  Justus von Liebig, 1873
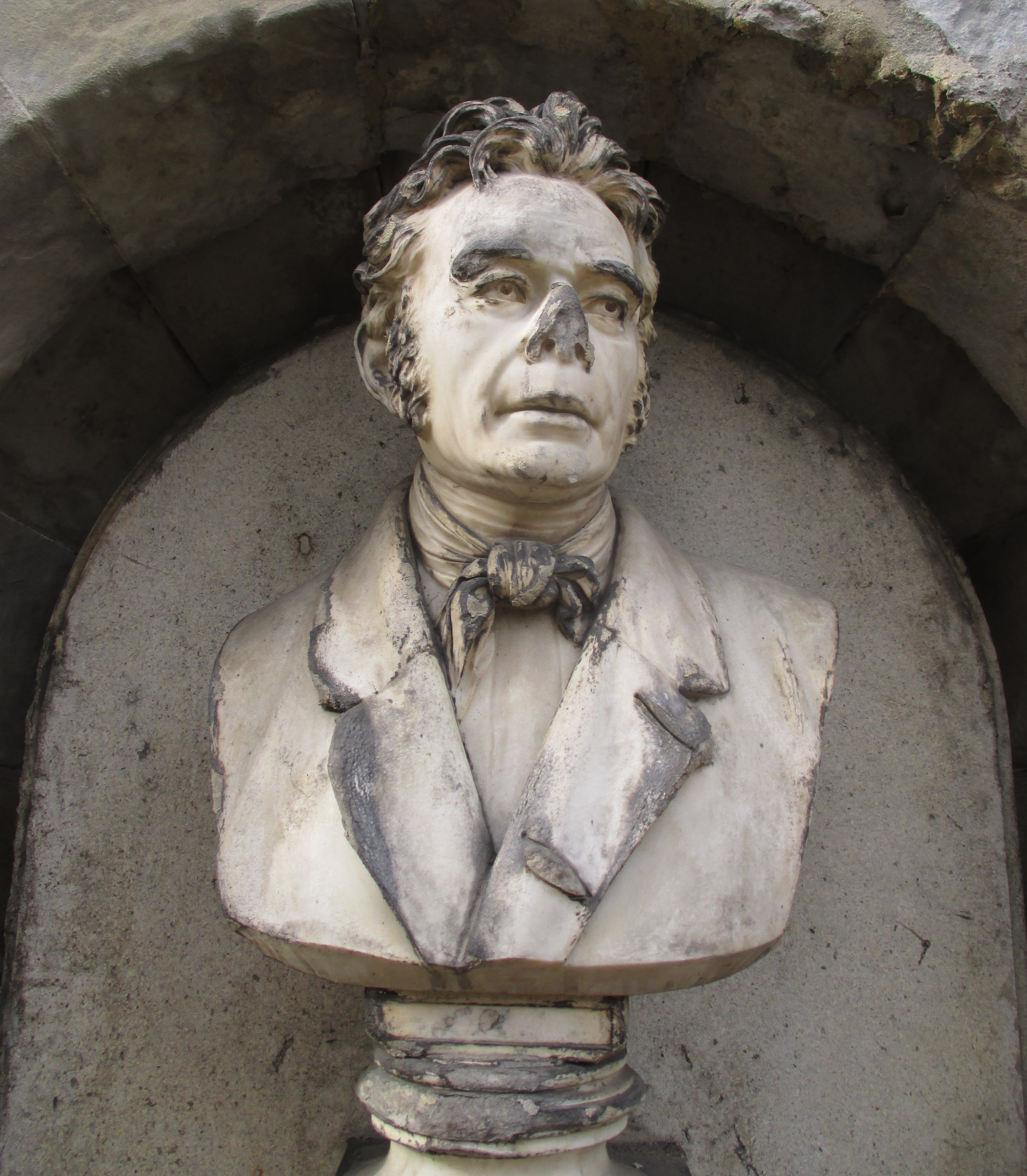
Marmorbüste auf dem Grab von Jakob Braun Mauer Rechts-315 bei Grabfeld 18, 1866 Standort
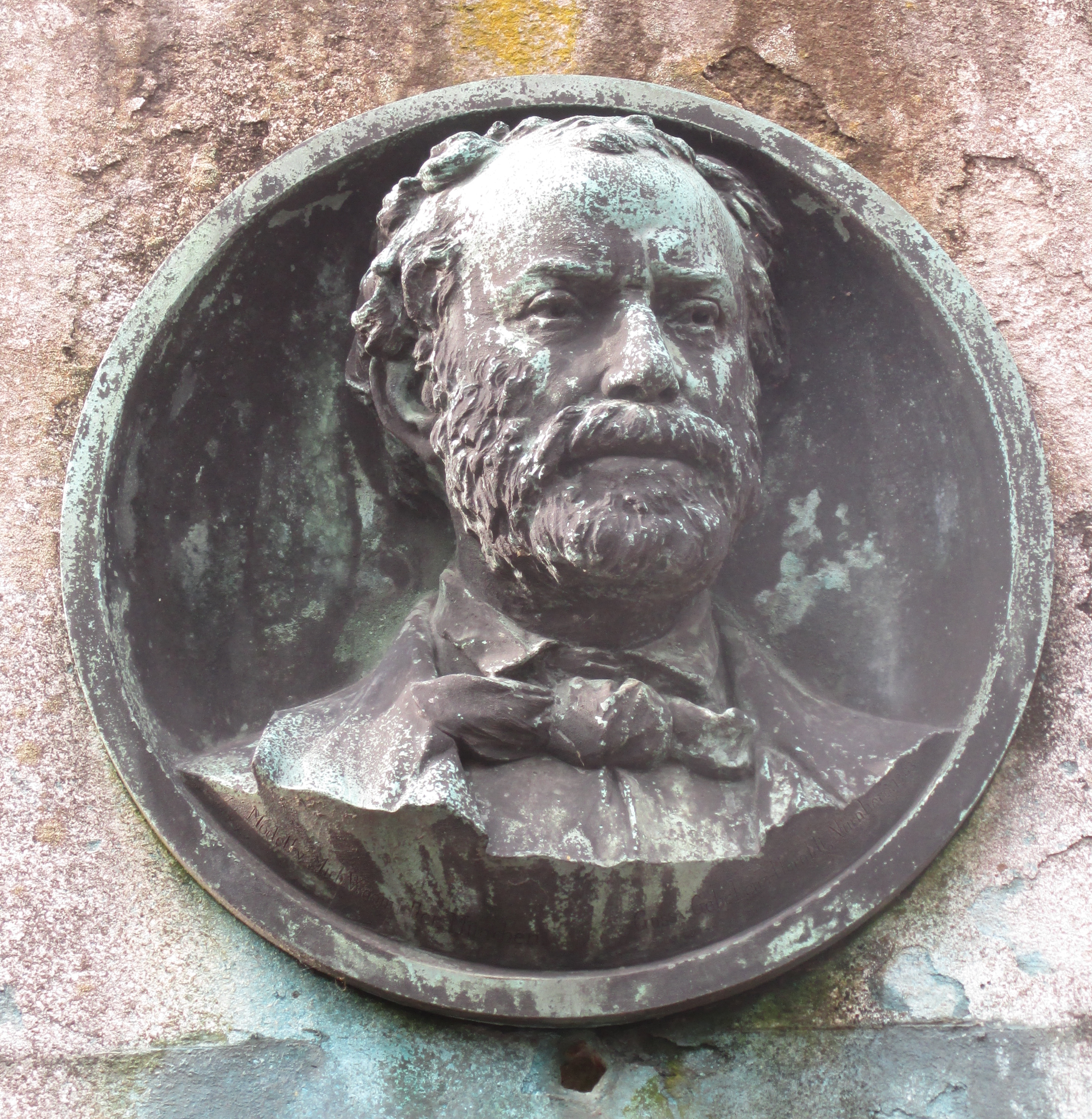
Bronzerelief auf dem Grab von Sebastian Habenschaden, 1866 Standort